# Жан I (граф Ретеля)

Графство Ретель на карте северо-восточной Франции

Жан де Ретель (Jean de Rethel) (ум. между 2 апреля и 15 июля 1251) — граф Ретеля с 1243 года.
Второй сын графа Гуго II де Ретеля (ум. 1227/28) и Фелисите де Бруа, дамы де Бофор (ум. 1244). Его родители поженились в 1186 году, но вероятно, что новобрачная в то время была ещё ребёнком, поэтому можно предположить, что Жан родился не ранее 1195 года.
После смерти отца (1228) получил сеньорию Шемри (Chémery).
Первым браком был женат на Агнес де Шини, даме д’Ажимон и де Живе, дочери графа Луи IV де Шини и Матильды д’Авен. Она умерла между 1232 и 1235 годами. Их дочь умерла в детском возрасте.
Овдовев, женился на Марии де Туротт, дочери Жана де Туротта, шателена Нуайона, вдове Жана де ла Турнеля. Брачный контракт заключен 7 февраля 1243 года.
В том же году или в конце предшествующего наследовал старшему брату Гуго III в графстве Ретель. Передал сеньорию Рокур другому брату — Гоше, архидиакону в Льеже. В 1244 году ему же уступил замок Сент-Илье.
Жанне де Дампьер, вдове Гуго III, передал сеньорию Мезьер, которую затем обменял на Бофор и Машо. Но в 1245 или 1246 году Жанна умерла, и эти владения вернулись к Жану де Ретель.
Он умер между 2 апреля и 15 июля 1251 года, не оставив прямых наследников. Его брат Гоше сложил духовный сан и стал следующим графом Ретеля.